# Granite (Utah)
Granite – jednostka osadnicza w Stanach Zjednoczonych, w stanie Utah, w hrabstwie Salt Lake.